# Lisa van Belle
Lisa van Belle, född den 30 januari 2004, är en nederländsk tävlingscyklist.
Lisa van Belle tog brons i madison tillsammans med Maike van der Duin vid OS 2024.